# R. J. 알바레즈

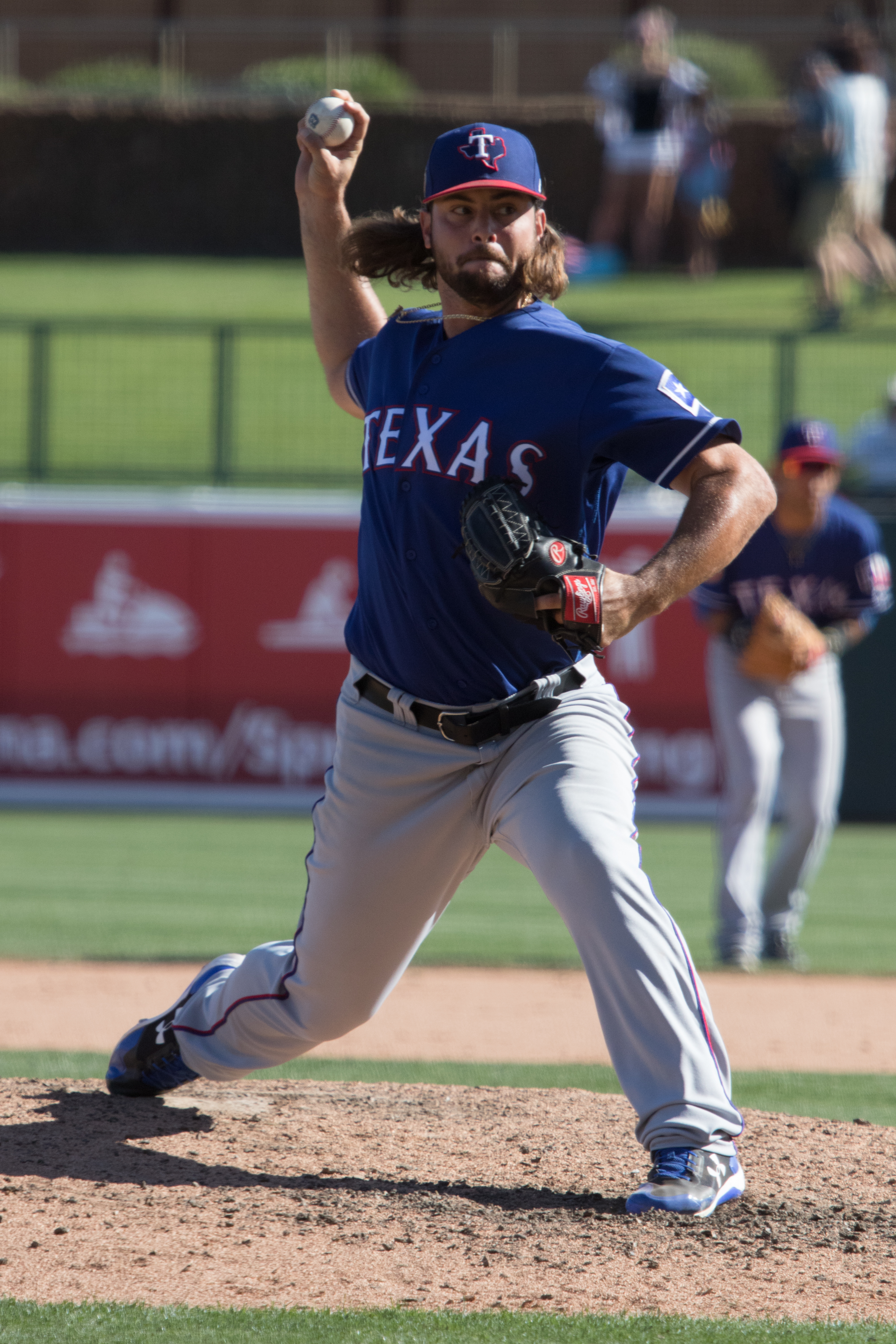
2017년 텍사스 레인저스에서의 모습

R. J. 알바레즈(R. J. Alvarez, 본명: 로이 에밀리오 알바레즈, Roy Emilio Alvarez, 1991년 6월 8일 ~ )는 미국의 프로 야구 투수이자 FA이다. 이전에 메이저 리그 베이스볼(MLB) 샌디에이고 파드리스, 오클랜드 애슬레틱스, 뉴욕 메츠에서 뛰었다.

## 경력
알바레즈는 플로리다주 웨스트팜비치에 있는 카디널 뉴먼 고등학교와 플로리다 애틀랜틱 대학교에 다녔으며 그곳에서 플로리다 애틀랙틱 올스에서 대학 야구를 했다. 2010년에  케이프 코드 베이스볼 리그(Cape Cod Baseball League)의 본 브레이브스(Bourne Braves)에서 대학 여름 야구를 했으며 올스타로 선정되었다. 1, 2학년 시즌을 선발 투수로 보낸 뒤 주니어 시즌을 앞두고 불펜으로 이적했다.
알바레즈는 2012년 메이저 리그 베이스볼 드래프트 3라운드에서 로스앤젤레스 에인절스 오브 애너하임에 지명되었다. 2013년에 48+2⁄3이닝 동안 79개의 삼진을 기록하며 평균 자책점 2.96을 기록했다. 2014년 시즌 이전에 알바레즈는 베이스볼 아메리카(Baseball America)에 의해 에인절스의 4번째로 좋은 유망주로 선정되었다. 아칸소 트래블러스(Arkansas Travelers)와 함께 시즌을 시작했다.